# Amalie Beer
Amalie Beer (Berlino, 10 febbraio 1767 (secondo altre fonti 1772) – Berlino, 27 giugno 1854) è stata una salottiera ebrea tedesca a Berlino e la madre del compositore Giacomo Meyerbeer.

## Biografia
Amalie era figlia dell'ebreo di corte prussiano Liepmann Meyer Wulff (1745–1812) e di sua moglie Esther Bamberger (1740–1822), e crebbe nella benestante istruita comunità ebraica della Berlino del diciottesimo secolo, che svolse un ruolo di rilievo nell'età dell'Illuminismo e dell'emancipazione degli ebrei. Sposò nel 1788 Jacob Herz Beer (1769–1825), raffinatore di zucchero ebreo. Divenne celebre per il suo salotto, che può esser considerato un tipico prodotto della borghesia tedesca dell'epoca Biedermeier. Nel corso della sua vita, Amalie visse a Berlino, dove morì, quasi novantenne, nel 1854. La sua tomba si trova nel cimitero ebraico di Friedhof Schönhauser Allee a Berlino.

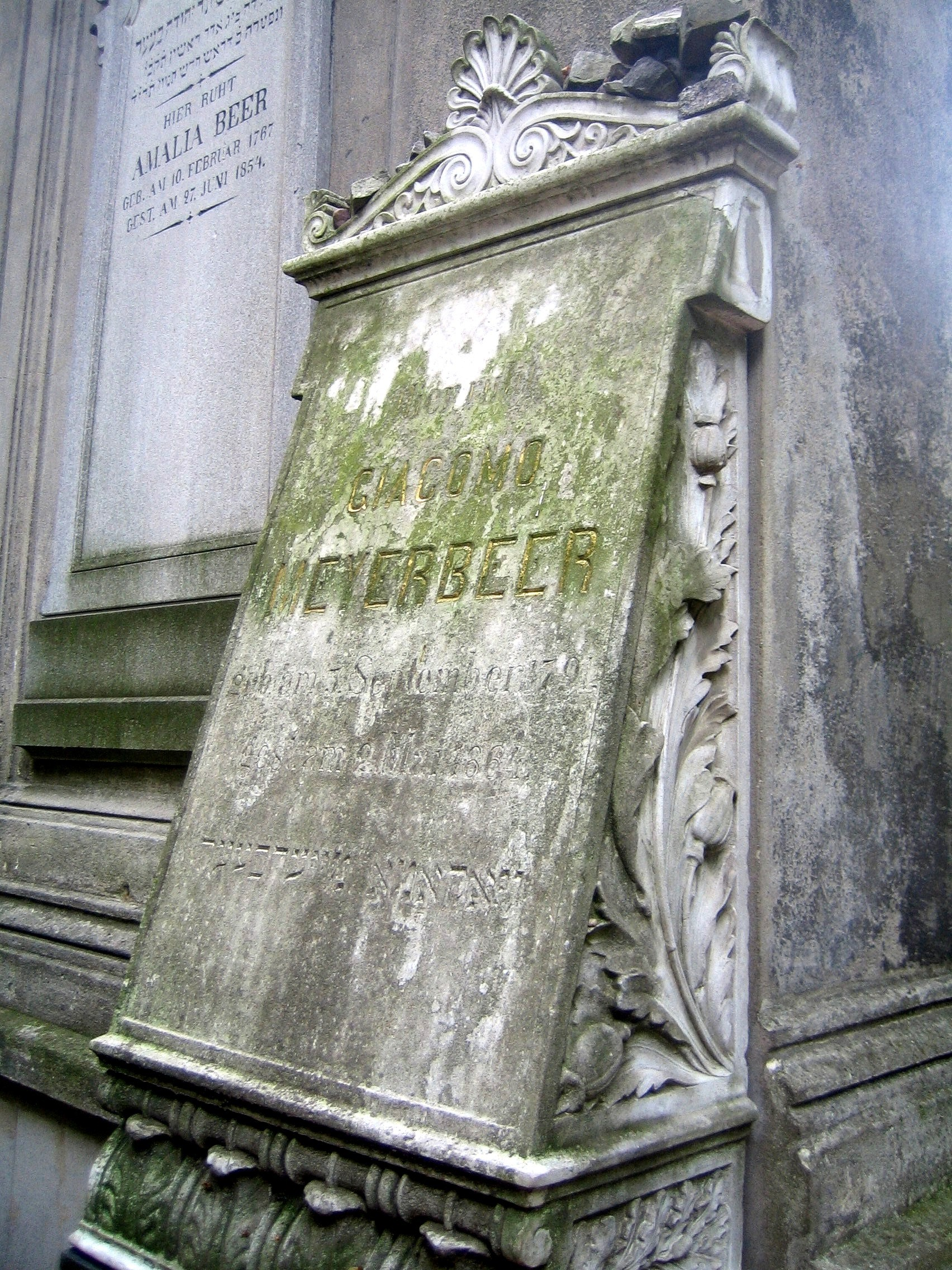
La tomba di Amalie Beer è situata a sinistra di quella del figlio Giacomo Meyerbeer nel cimitero ebraico di Berlino Schönhauser Allee

## Salotto letterario
Il salotto di Amalie Beer, accanto a quello della famiglia Mendelssohn Bartholdy, fu l'unico salone significativo in ambito musicale nella Berlino degli anni '20 dell'Ottocento; eccelse in quanto non fiorì prima, ma dopo l'esperienza delle guerre napoleoniche, anche se gli inizi delle riunioni letterarie e musicali in casa Beer risalivano al 1800. Esso venne frequentato prevalentemente da borghesi, anche se tra i suoi habitué s'annoverano i principali esponenti della nobiltà e dell'élite politica: furono amici personali della padrona di casa il futuro Re Federico Guglielmo IV e suo fratello Guglielmo, in seguito primo Imperatore tedesco, che parteciparono entrambi al suo funerale. Frequentarono il salotto di Amalie quasi tutti i compositori e i virtuosi del primo Romanticismo tedesco, tra cui suo figlio Giacomo Meyerbeer, nonché attori, cantanti, scrittori e studiosi. Amalie fu inoltre in rapporti con due altri importanti salottieri dell'epoca, Rahel Varnhagen e Hedwig von Olfers.

## Riconoscimenti
Per l'impegno da lei prestato nella cura dei feriti durante la guerra di liberazione, Amalie venne insignita dell'Ordine di Luisa, anche se, essendo ebrea, le venne conferita una medaglia dal disegno speciale, in oro ma priva della croce dell'Ordine.

## Discendenza
Amalie Meyer Wulff e Jacob Herz Beer si sposarono a Berlino il 4 settembre 1788, ed ebbero quattro figli:
- Jacob "Giacomo" Meyerbeer (1791–1864), compositore;
- Heinrich Beer (1794–1842)
- Wilhelm Beer (1797–1850), astronomo;
- Michael Beer (1800–1833), scrittore, intrattenne una corrispondenza con Carl Leberecht Immermann.

Inoltre Amalie fu la nonna paterna di un'altra celebre salonniere, Cornelie Richter (1842–1922), figlia di Giacomo.